# Buchschachen (Gemeinde Markt Allhau)

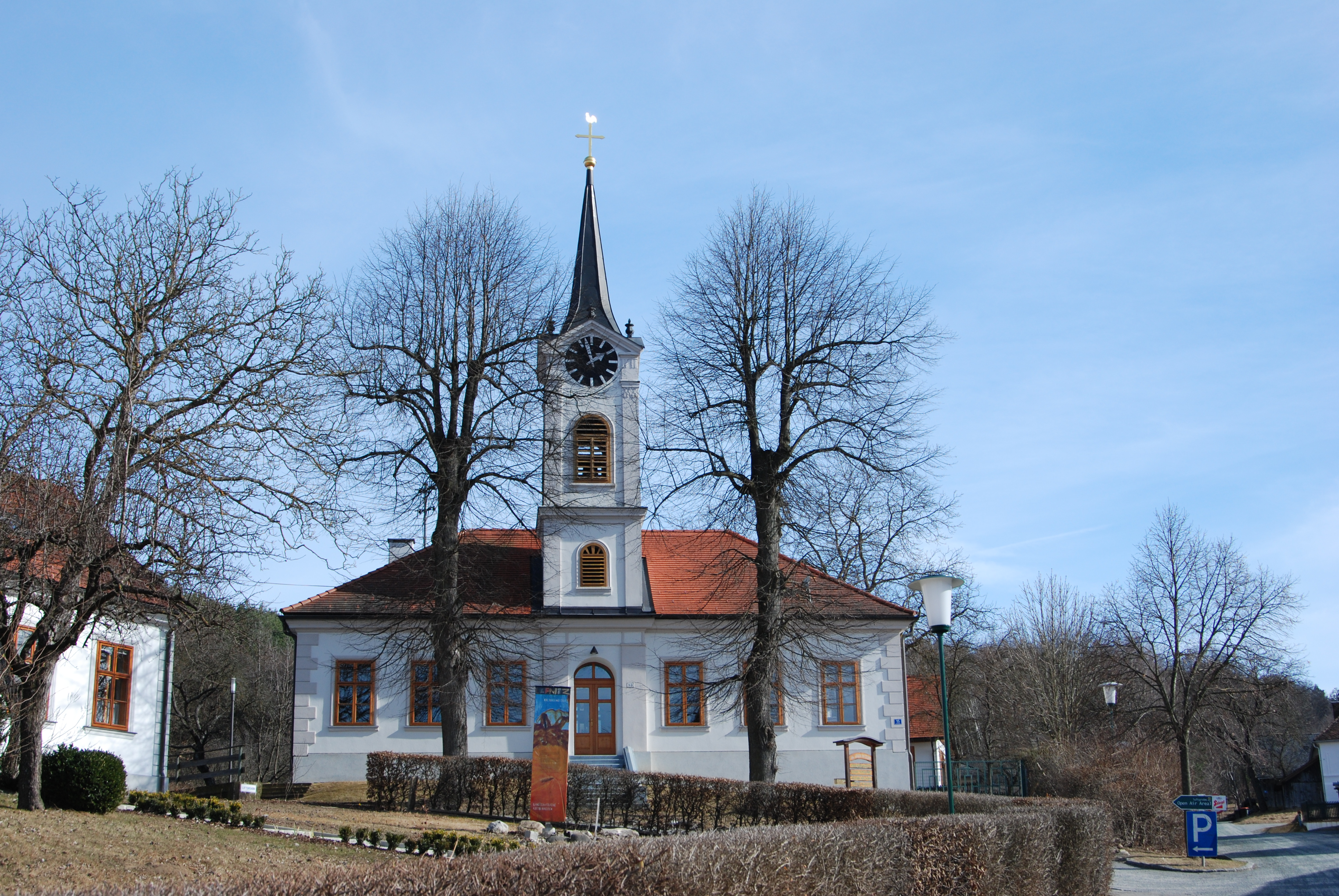
Evangelisches Bethaus

Buchschachen (ungarisch Őribükkösd, Romani Bujschocha) ist ein Ortsteil und eine Katastralgemeinde von Markt Allhau im Burgenland. Das Haufendorf liegt etwa 7,5 km nordwestlich von Oberwart.

## Geschichte
Im Jahr 1263 wurde im Norden von Allhau bei der Lafnitz ein damals unbewohntes Waldstück (ungarisch: sah, deutsch: Schachen) von König Bela IV. an einen der bereits aus Allhau bekannten Köveshutis wegen militärischer Verdienste geliehen. Es war der Ort einer kleinen Herrschaft, welche im Jahre 1574 in der Herrschaft Schlaining aufging. Alte Bauten mit Drei- und Vierseithöfen mit Hoflauben und Putzdekor sind erhalten. Wie in der entsprechenden Urkunde erwähnt, zieht sich dieser Besitz von der Lafnitz bis über den Stögersbach. Im ausklingenden 13. Jahrhundert wurde eine Burg errichtet, deren Reste noch heute im Wald nordöstlich von Buchschachen zu sehen sind. 1532 wird im Schlaininger Urbar das damalige „Puechschachen“ erwähnt. Im Zeitraum von 1570 bis 1610 schlossen sich die Buchschachner wahrscheinlich unter Balthasar und Franz II. Batthyány der Reformation an. Der Ort wuchs allmählich; 1744 wurden bereits 93 Bauern und drei Söllner gezählt, im Jahr 1750 wurde die hiesige Zigeunerkolonie gegründet. Ungefähr im Jahr 1822 wurde von der Gemeinde anstelle eines Bauernhauses die erste Schule errichtet, welche 1860 umgebaut, vergrößert und mit einem Turm versehen wurde. Im Jahr 1945 war auch Buchschachen während drei Wochen Kampfgebiet. Mit dem am Dorfplatz aufgestellten Kriegerdenkmal () ehrt die Gemeinde ihre in den zwei Weltkriegen gefallenen Mitbürger.
Am 1. Jänner 1971 wurde die bis dahin eigenständige Gemeinde im Zuge des Gemeindestrukturverbesserungsgesetzes der Burgenländischen Landesregierung mit Markt Allhau zur neuen Großgemeinde Markt Allhau fusioniert.

## Kultur und Sehenswürdigkeiten
- Hausberg: Reste einer Hausberganlage in einer Schlucht östlich des Ortes, genannt Schlosshügel, gehen vermutlich auf eine Burg zurück, welche im Jahre 1291 im Frieden von Hainburg unterging.
- Evangelisches Schul- und Bethaus: Wurde im Jahre 1821 erbaut, von 1868 bis 1869 umgebaut und mit einem Glockenturm versehen. Das ebenerdige Haus mit einfachem Putzdekor zeigt mittig einen dreigeschoßigen Turm mit Spitzhelm.

## Vereine
- Im Jahr 1967 wurde der SC Buchschachen gegründet, der in der Saison 2012/13 in der Burgenländischen Landesliga spielte.
- Verschönerungsverein Buchschachen
- Jugend Buchschachen
- Traktorfreunde Buchschachen
- Luftgrobmchor Buchschachen
- Jagdgesellschaft Buchschachen
- Tennisverein Buchschachen